# Baross Gábor-lakótelep (Dorog)

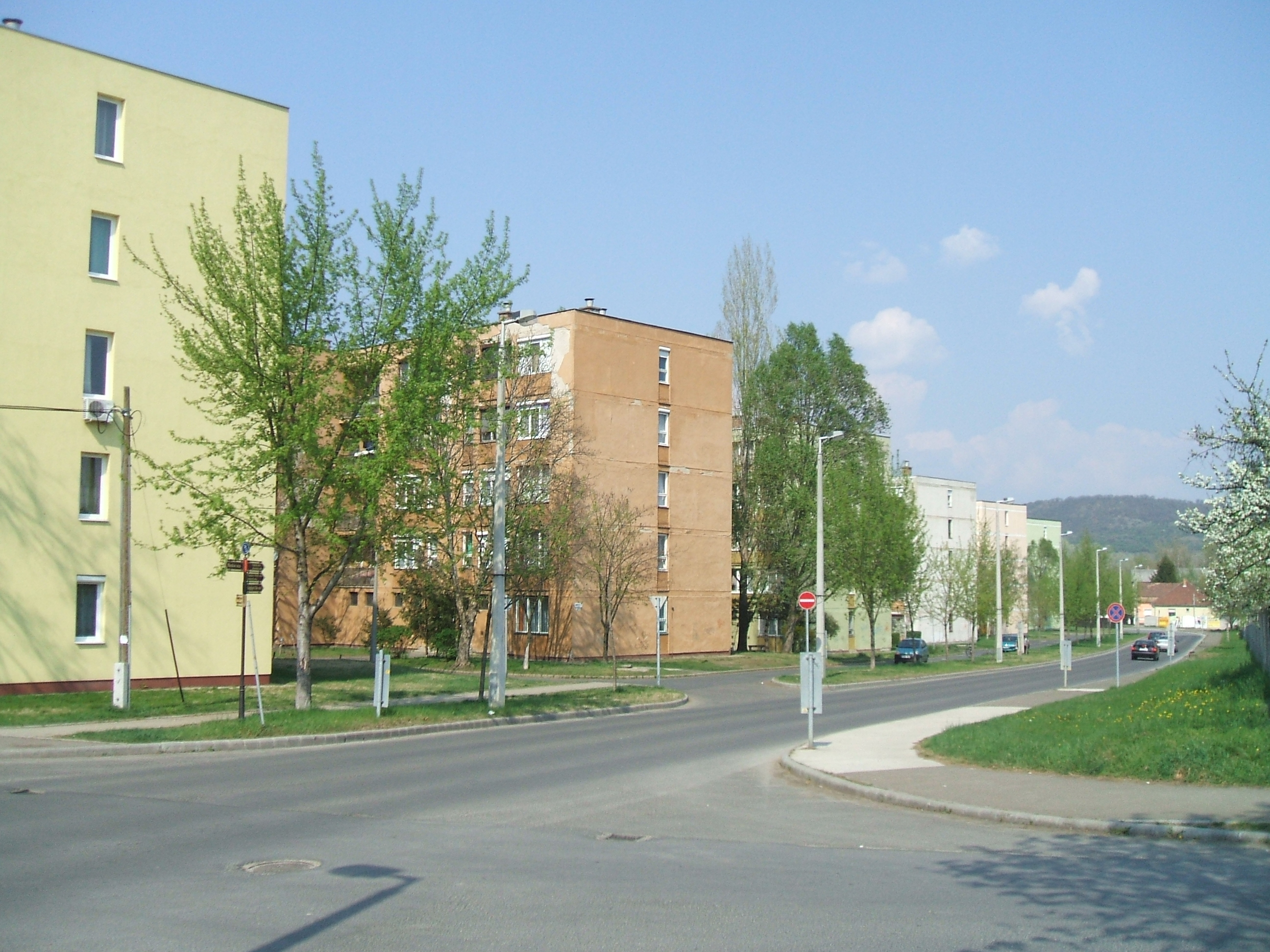
A második ütem tömbjei a Baross Gábor úttal

A dorogi Baross Gábor-lakótelep a város harmadik legnagyobb lakótelepe. A Baross Gábor út, Munkás utca és a Köztársaság út által határolt területen fekszik, ez Dorog első paneles lakótelepe.

## Története
A mai lakótelep helyén korábban egy bolgárkertészet működött, beépítetlen terület volt. A lakótelep építése 1962-ben kezdődött, végül a második ütem tömbjeinek elkészültével 1963-ban fejeződött be. Ezalatt felépült 11 épülettömb összesen 34 lépcsőházzal és 428 összkomfortos lakással, ezekben 2001-ben 1020 ember élt. A lakótelephez a paneles ABC-áruházon kívül egy kisebb "garázsvárost" is építettek a vasúttal párhuzamosan, amely zajvédőként is szolgál. Két utcájában 211 garázs található (a beparkolás után a lakóknak több percig is tarthat míg a garázstól a lépcsőházig sétálnak), nagy többségükben ma is személyautókat tárolnak, azonban sok közülük hétvégi zenekari próbák színhelye. Továbbá szintén az 1960-as évek elején a lakótelep és a garázsváros mellett kiépítettek hat kertvárosi utcát (1963-ban készültek el) a kor szokásainak megfelelően jórészt egyforma Kádár-kockákkal, ezzel a város területe jelentősen kibővült délkeleti irányba. Eredetileg Zalka Máté lakótelep volt, a rendszerváltás után nevezték át Baross Gáborra. 2006-ban a Panel Plusz program keretében felújításra került két tömb.